# NGC 3010
NGC 3010 este o galaxie activă situată în constelația Ursa Mare. A fost descoperită în  de către .